# آتوم جانجوقازیان
آتوم ساوکایی جانجوقازیان (Ատոմ Սավկայի Ջանջուղազյան؛ زادهٔ ۲۲ مارس ۱۹۷۱) یک سیاست‌مدار و اقتصاددان اهل ارمنستان که از تاریخ ۱۲ مه ۲۰۱۸ تا تاریخ ۳ اوت ۲۰۲۱ در کابینه نیکول پاشینیان به عنوان وزیر دارایی ارمنستان خدمت می‌کرد. وی از دانشگاه پلی‌تکنیک ارمنستان فارغ‌التحصیل شده‌است. از جوایزی که به وی اعطاء گردیده‌است می‌توان نشان آنانیا شیراکاتسی را برشمرد.